# Contea di Nevada (Arkansas)
La contea di Nevada, in inglese Nevada County, è una contea dello Stato dell'Arkansas, negli Stati Uniti. La popolazione al censimento del 2000 era di 9 955 abitanti. Il capoluogo di contea è Prescott.

## Storia
La contea di Nevada fu costituita nel 1871.